# محمد الهاشمي (ألعاب القوى)
محمد الهاشمي (مواليد 5 سبتمبر 1980) عداء مغربي متخصص في ركض المسافات الطويلة.
مثل الهاشمي المغرب في الألعاب الأولمبية الصيفية 2008 في بكين، حيث تنافس في سباق 10000 متر للرجال، إلى جانب زميله عبد الله فليل. لكنه فشل في إنهاء السباق.

## المُنشطات
في عام 2012، أظهر اختبار فحص المنشطات تناول الهاشمي لمادة ميثيل هكسانامين، وتم إيقافه لمدة 6 أشهر. انتهى التوقيف في 28 يناير 2013.
سنة 2015، أوقفت اللجنة التأديبية التابعة للجامعة الملكية المغربية لألعاب القوى محمد الهاشمي ست سنوات، بسبب تورطه في خرق لوائح الاتحاد الدولي الخاصة بمحاربة المنشطات. وسيغيب الهاشمي عن جميع التظاهرات الدولية والمحلية إلى غاية 19 فبراير 2021.

## روابط خارجية
- محمد الهاشمي على موقع الاتحاد الدولي لألعاب القوى (الإنجليزية)
- محمد الهاشمي على موقع أوليمبيديا (الإنجليزية)